# Formula Regional Indian Championship 2022
Die Formula Regional Indian Championship 2022 (offiziell Formula Regional Indian Championship certified by FIA 2022) wäre die erste Saison der Formula Regional Indian Championship als FIA-zertifizierte Formel-Regional-Rennserie gewesen. Es wären 15 Rennen in Indien geplant gewesen. Die Saison hätte am 10. November in Greater Noida beginnen und am 11. Dezember in Hyderabad enden sollen.

## Teams und Fahrer
Alle Teams und Fahrer hätten das Tatuus-Chassis F3 T-318 und einen aufgeladenen 1,75-Liter-Turbomotor von Alfa Romeo-Autotecnica verwendet.
| Team            | Auto # | Fahrer | Rennwochenende | Quelle |
| --------------- | ------ | ------ | -------------- | ------ |
| Prema Powerteam | 01     | N. N.  |                | [ 3 ]  |
| Prema Powerteam | 02     | N. N.  |                | [ 3 ]  |
| Prema Powerteam | 03     | N. N.  |                | [ 3 ]  |
| Prema Powerteam | 04     | N. N.  |                | [ 3 ]  |
| Prema Powerteam | 05     | N. N.  |                | [ 3 ]  |
| Prema Powerteam | 06     | N. N.  |                | [ 3 ]  |
| Prema Powerteam | 07     | N. N.  |                | [ 3 ]  |
| Prema Powerteam | 08     | N. N.  |                | [ 3 ]  |
| Prema Powerteam | 09     | N. N.  |                | [ 3 ]  |
| Prema Powerteam | 10     | N. N.  |                | [ 3 ]  |
| Prema Powerteam | 11     | N. N.  |                | [ 3 ]  |
| Prema Powerteam | 12     | N. N.  |                | [ 3 ]  |
| Prema Powerteam | 13     | N. N.  |                | [ 3 ]  |
| Prema Powerteam | 14     | N. N.  |                | [ 3 ]  |
| Prema Powerteam | 15     | N. N.  |                | [ 3 ]  |

## Rennkalender
Der Rennkalender wurde am 19. August 2021 veröffentlicht. Ursprünglich wäre der Saisonstart am 25. Februar 2022 in Greater Noida erfolgt und wäre am 27. März in Hyderabad beendet worden. Allerdings wurde Anfang Jänner 2022 bekannt gegeben, dass aufgrund der COVID-19-Lage in Indien der Meisterschaftsbeginn um acht Monate nach hinten verschoben wurde. Am 14. März wurde eine überarbeitete Version des Rennkalenders mit den neuen Terminen veröffentlicht. Nach Monaten ohne Kommunikation von den Veranstaltern wurde die Meisterschaft Anfang November abgesagt.
Es hätten fünf Rennwochenenden auf vier Rennstrecken mit je drei Rennen stattfinden sollen.
| Nr. | Datum        | Rennstrecke                                 | Sieger   | Zweiter  | Dritter  | Pole-Position | Schnellste Rennrunde |
| --- | ------------ | ------------------------------------------- | -------- | -------- | -------- | ------------- | -------------------- |
| 0–. | 10. November | Buddh International Circuit (Greater Noida) | abgesagt | abgesagt | abgesagt | abgesagt      | abgesagt             |
| 0–. | 11. November | Buddh International Circuit (Greater Noida) | abgesagt | abgesagt | abgesagt | abgesagt      | abgesagt             |
| 0–. | 12. November | Buddh International Circuit (Greater Noida) | abgesagt | abgesagt | abgesagt | abgesagt      | abgesagt             |
| 0–. | 19. November | Hyderabad Street Circuit (Hyderabad 1)      | abgesagt | abgesagt | abgesagt | abgesagt      | abgesagt             |
| 0–. | 20. November | Hyderabad Street Circuit (Hyderabad 1)      | abgesagt | abgesagt | abgesagt | abgesagt      | abgesagt             |
| 0–. | 20. November | Hyderabad Street Circuit (Hyderabad 1)      | abgesagt | abgesagt | abgesagt | abgesagt      | abgesagt             |
| 0–. | 25. November | Kari Motor Speedway (Chettipalayam)         | abgesagt | abgesagt | abgesagt | abgesagt      | abgesagt             |
| 0–. | 26. November | Kari Motor Speedway (Chettipalayam)         | abgesagt | abgesagt | abgesagt | abgesagt      | abgesagt             |
| 0–. | 27. November | Kari Motor Speedway (Chettipalayam)         | abgesagt | abgesagt | abgesagt | abgesagt      | abgesagt             |
| 0–. | 02. Dezember | Madras Motor Race Track (Irungattukottai)   | abgesagt | abgesagt | abgesagt | abgesagt      | abgesagt             |
| 0–. | 03. Dezember | Madras Motor Race Track (Irungattukottai)   | abgesagt | abgesagt | abgesagt | abgesagt      | abgesagt             |
| 0–. | 04. Dezember | Madras Motor Race Track (Irungattukottai)   | abgesagt | abgesagt | abgesagt | abgesagt      | abgesagt             |
| 0–. | 10. Dezember | Hyderabad Street Circuit (Hyderabad 2)      | abgesagt | abgesagt | abgesagt | abgesagt      | abgesagt             |
| 0–. | 11. Dezember | Hyderabad Street Circuit (Hyderabad 2)      | abgesagt | abgesagt | abgesagt | abgesagt      | abgesagt             |
| 0–. | 11. Dezember | Hyderabad Street Circuit (Hyderabad 2)      | abgesagt | abgesagt | abgesagt | abgesagt      | abgesagt             |

## Wertung

### Punktesystem
Bei jedem Rennen hätten die ersten zehn des Rennens 25, 18, 15, 12, 10, 8, 6, 4, 2 bzw. 1 Punkt(e) bekommen. Es hätte keine Punkte für die Pole-Position und die schnellste Rennrunde gegeben.
| Punkteverteilung | Punkteverteilung | Punkteverteilung | Punkteverteilung | Punkteverteilung | Punkteverteilung | Punkteverteilung | Punkteverteilung | Punkteverteilung | Punkteverteilung | Punkteverteilung | Punkteverteilung | Punkteverteilung |
| ---------------- | ---------------- | ---------------- | ---------------- | ---------------- | ---------------- | ---------------- | ---------------- | ---------------- | ---------------- | ---------------- | ---------------- | ---------------- |
| Platz            | 1                | 2                | 3                | 4                | 5                | 6                | 7                | 8                | 9                | 10               | PP               | SR               |
| Punkte           | 25               | 18               | 15               | 12               | 10               | 8                | 6                | 4                | 2                | 1                | –                | –                |